# Llac Tsimanampetsotsa
El llac Tsimanampetsotsa (francès: Lac Tsimanampetsotsa) és un llac salat de la província de Toliara, al sud-oest de Madagascar. El llac és una important zona humida, protegit dins d'un parc nacional i pel Conveni de Ramsar. L'àrea protegida ocupa una superfície de 456 km², encara que la superfície del llac és molt menor.